# SDガンダム SD戦国伝2 天下統一編
『SDガンダム SD戦国伝2 天下統一編』（エスディーガンダム エスディーせんごくでん2 てんかとういつへん）は、1992年1月18日にバンダイから発売されたゲームボーイ用ウォー・シミュレーションゲーム。

## 概要
武者ガンダムシリーズの『SD戦国伝 風林火山編』と『SD戦国伝 天下統一編』の2部構成となっており、全12ステージのSLGとなっている。  
戦闘はSDガンダムワールド ガチャポン戦士同様の見下ろし型のアクションに変更され、30秒ルールを採用している。
HPが回復できる戦艦ユニットや、敵を一撃で倒す事ができる「空零（そられい） 」をMAPに設置できる。
最終面で「空零」をとある場所で作って発射すると、射程内に入っていないボスを倒せるバグがある。